# Jeannie's Diary
Jeannie's Diary är en singelskiva och låt av det amerikanska rockbandet Eels. Singeln är en promotion CD-R-skiva som kom ut år 2000 i USA.

## Låtlista
1. Jeannie's Diary